# Sphaeralcea lindheimeri
Sphaeralcea lindheimeri är en malvaväxtart som beskrevs av Samuel Frederick Gray. Sphaeralcea lindheimeri ingår i släktet klotmalvor, och familjen malvaväxter. Inga underarter finns listade i Catalogue of Life.